# Time.h
time.h — заголовний файл стандартної бібліотеки мови програмування С, що містить типи і функції для роботи з датою й часом.

## Вступ
Деякі функції можуть працювати з місцевим часом, який може відрізнятися від календарного, наприклад у зв'язку з часовими поясами. Визначено арифметичні типи clock_t і time_t для представлення часу, а структура struct tm містить компоненти календарного часу.
| Ім'я          | Опис                                     |
| ------------- | ---------------------------------------- |
| int tm_sec;   | Секунди від початку хвилини (0,59)       |
| int tm_min;   | Хвилини від початку години (0,59)        |
| int tm_hour;  | Години від півночі (0,23)                |
| int tm_mday;  | Число місяця (1,31)                      |
| int tm_mon;   | Місяці після січня (0,11)                |
| int tm_year;  | Роки з 1900 (в Windows), з 1970 (в Unix) |
| int tm_wday;  | Дні з неділі (0,6)                       |
| int tm_yday;  | Дні з першого січня (0,365)              |
| int tm_isdst; | Ознака літнього часу                     |

Поле tm_isdst має позитивне значення, якщо активний режим літнього часу, нуль в іншому випадку і негативне значення, якщо інформація про сезон часу недоступна / невідома.

## Основні функції
clock_t clock (void)
Повертає час, вимірюваний процесором в тактах від початку виконання програми, або −1, якщо воно не відомо. Перерахунок цього часу в секунди виконується за формулою clock
() / CLOCKS_PER_SEC.
time_t time (time_t * tp)
Повертає поточне календарний час або −1, якщо цей час не відомо. Якщо покажчик tp не дорівнює NULL, то повертається значення записується також і в * tp.
double difftime (time_t time2, time_t time1)
Повертає різницю time2-time1, виражену в секундах.
time_t mktime (struct tm * tp)
Перетворює місцевий час, заданий структурою * tp, в календарне і повертає його в тому ж вигляді, що і функція time (). Компоненти структури будуть мати значення в зазначених вище діапазонах. Функція повертає календарне час або −1, якщо воно не представимо.
char * asctime (const struct tm * tp)
Перетворює час із структури * tp в рядок виду «Sun Jan 3 15:14:13 1988 \ n \ 0»

## Константи
CLOCKS_PER_SEC
Визначає кількість тактів системного годинника в секунду. Використовується для перерахунку величини, що повертається функцією clock (), в секунди.
CLK_PER_SEC
Альтернативне ім'я константи CLOCKS_PER_SEC, що використовується в деяких бібліотеках.
CLK_TCK
макрос для константи CLOCKS_PER_SEC, вийшов з ужитку.

## Типи даних
clock_t
Повертається функцією clock (). Зазвичай визначений як int або long int.
time_t
Повертається функцією time (). Зазвичай визначений як int або long int.
struct tm
Нелінійне, дискретне календарне уявлення часу.

## Приклад використання
Виведення на екран поточного часу.
```
#
 
include
 
<stdio.h>

#
 
include
 
<time.h>

int
 
main
(
void
)

{

  
const
 
time_t
 
timer
 
=
 
time
(
NULL
);

  
printf
(
"%s
\n
"
,
 
ctime
(
&
timer
));

  
return
 
0
;

}

```